# Philodromus pictus
Philodromus pictus là một loài nhện trong họ Philodromidae.
Loài này thuộc chi Philodromus. Philodromus pictus được miêu tả năm 1875 bởi Kroneberg.